# Burg Thurant

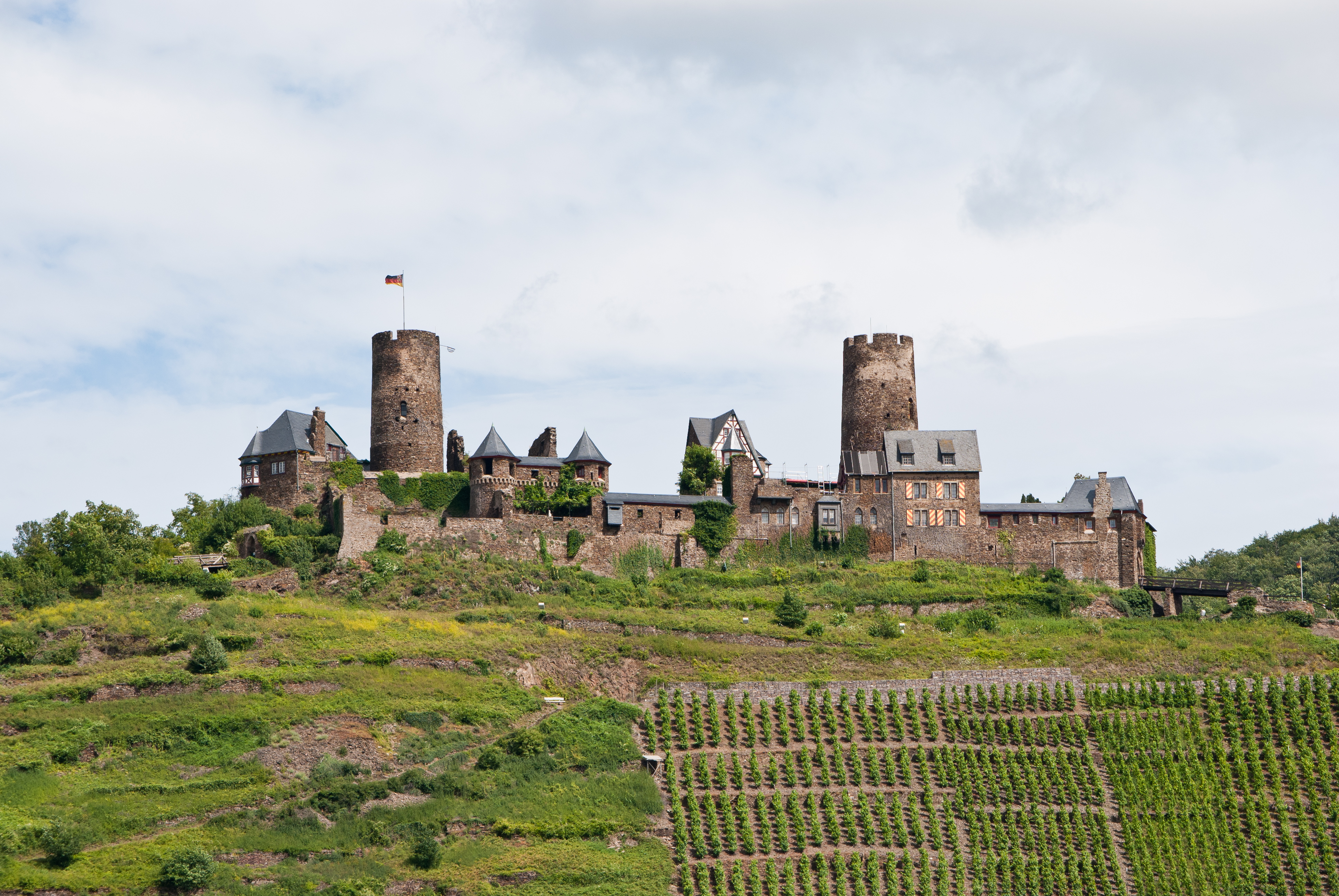
Burg Thurant von Nordwesten gesehen

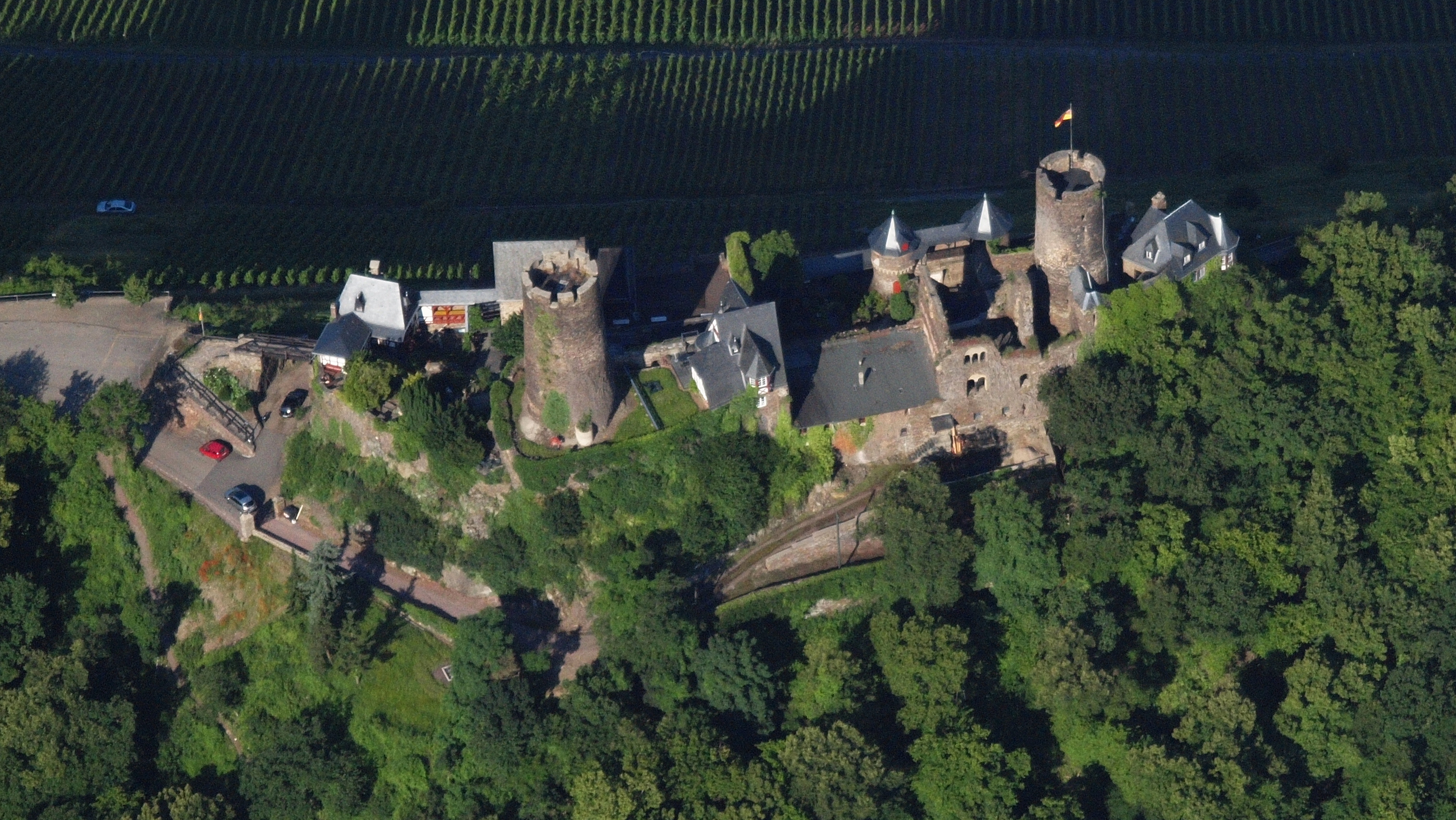
Luftbild der Burg aus östlicher Richtung

Die Ruine der Burg Thurant (auch Thurandt) steht auf einem breiten Bergsporn aus Schiefer hoch über dem Ort Alken an der Mosel. Sie liegt im Landkreis Mayen-Koblenz (Rheinland-Pfalz) und gehört zum Typus der Spornburgen. Eine Besonderheit sind – neben der Lage an der steilen Talschulter – die Weingärten auf der Sonnenseite.
Ab der Mitte des 13. Jahrhunderts waren die Erzbistümer von Köln und Trier gemeinsame Eigentümer der Anlage und ließen ihren jeweiligen Anteil von Burggrafen verwalten. Jede Hälfte besaß deshalb einen eigenen Bergfried, eigene Wohn- und Wirtschaftsgebäude sowie einen separaten Eingang.
Seit Beginn des 16. Jahrhunderts verfiel die Doppelburg allmählich und wurde durch Zerstörungen während des Pfälzischen Erbfolgekriegs gänzlich zur Ruine. Robert Allmers (1872–1951) aus Varel, Mitbegründer der dortigen Hansa-Automobil Gesellschaft und ab 1914 Direktor der Bremer Hansa-Lloyd-Werke, erwarb die Anlage im Jahr 1911 und ließ sie zum Teil wieder aufbauen. Die Burg befindet sich heute noch in privatem Besitz, kann aber von März bis Mitte November gegen Entgelt besichtigt werden. Nach dem Denkmalschutzgesetz von Rheinland-Pfalz ist sie ein geschütztes Kulturdenkmal und in der Landes-Denkmalliste eingetragen. Die Gesamtanlage ist als Denkmalzone ausgewiesen. Außerdem ist Burg Thurant ein geschütztes Kulturgut nach der Haager Konvention und mit dem blau-weißen Schutzzeichen gekennzeichnet.

## Geschichte
Keramik- und Münzfunde lassen auf eine römische Besiedelung des Bergsporns schließen, die erste urkundliche Erwähnung einer Anlage an diesem Ort datiert aber erst aus dem Jahr 1209.

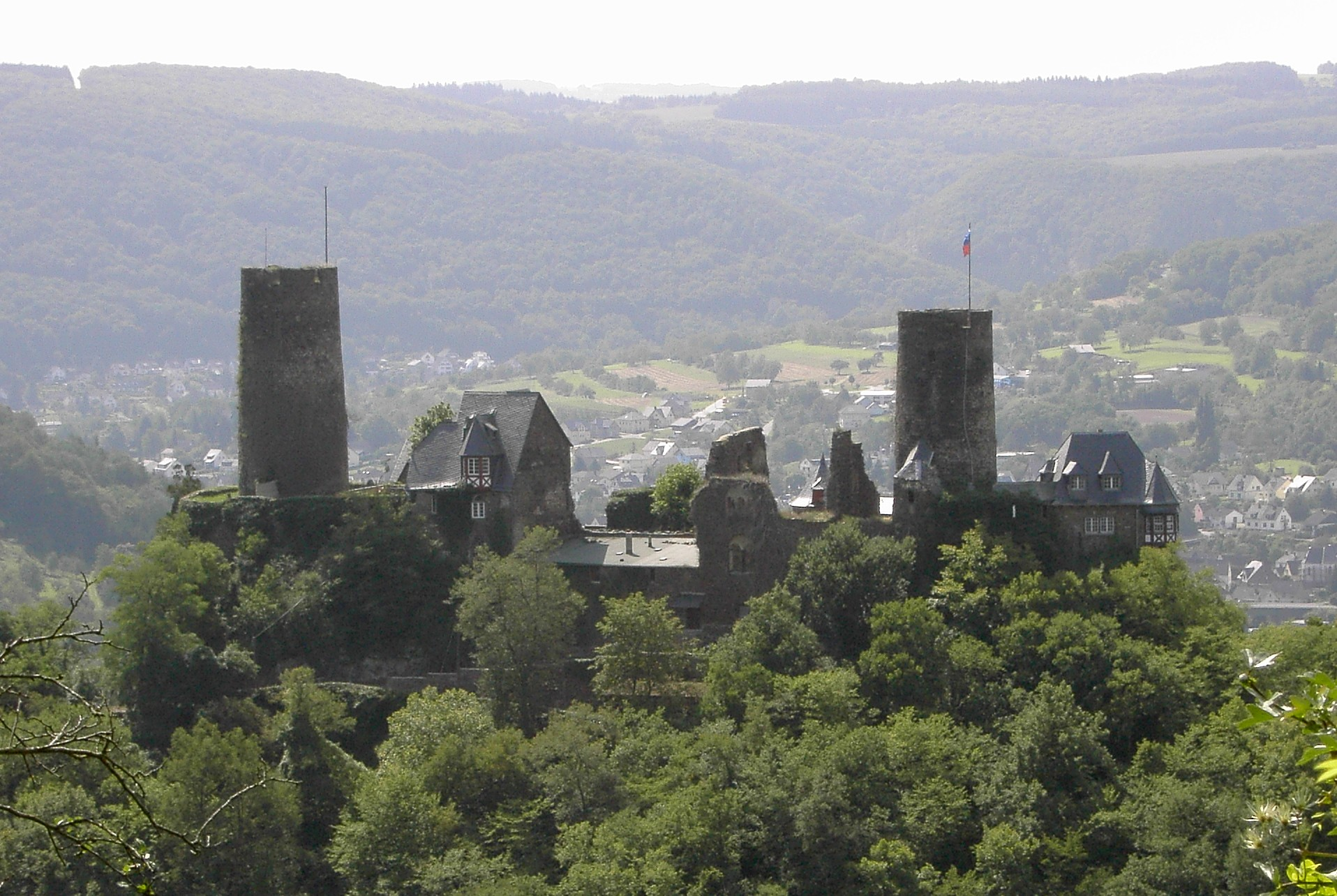
Ansicht der Burg vom Oberfeller Bleidenberg

Vermutlich in der Zeit von 1198 bis 1206 ließ Pfalzgraf Heinrich I. der Lange aus dem Adelsgeschlecht der Welfen an der heutigen Stelle eine Wehranlage errichten, um die Ansprüche seines Bruders, Kaiser Otto IV., im Moselgebiet zu sichern. Die Höhenburg benannte er gemäß der Überlieferung nach der Burg Toron bei Tyros im heutigen Libanon, die er mit einem Heer während der Barbarossaschlacht im Dritten Kreuzzug vergeblich belagert hatte. Nachdem Pfalzgraf Heinrich II. der Jüngere ohne männliche Nachkommen 1214 verstorben war, vergab Kaiser Friedrich II. die Burg und den Ort Alken als Reichslehen gemeinsam mit der Pfalz an die staufertreuen Wittelsbacher.
Durch ihre Lage im Trierer Land wurde Burg Thurant aber auch von den Kölner und Trierer Erzbischöfen beansprucht. 1216 gelang es Engelbert I. von Köln, die Anlage gewaltsam einzunehmen. Obwohl Papst Honorius III. gegen dieses Vorgehen protestierte, behauptete Engelbert seine Eroberung bis zu seinem Tod im November 1225, ehe die Burg in den Besitz der Pfalzgrafen bei Rhein zurückkehrte. Otto II. von Bayern setzte anschließend den Ritter Berlewin, genannt Zurn, als Burggrafen ein. Da sich Berlewin aber als Raubritter betätigte und von seiner Burg aus das Trierer Land überfiel, taten sich Arnold II. von Isenburg und Konrad von Hochstaden zusammen und belagerten die Burg ab 1246 in der sogenannten Großen Fehde. 1248 wurde die Anlage durch sie eingenommen und am 17. November des Jahres ein Sühnevertrag unterzeichnet, der heute noch erhalten ist und somit eines der ältesten deutschen Schriftstücke darstellt. In dem Dokument verzichtet die Kurpfalz auf die Burg Thurant und den dazugehörigen Ort Alken zugunsten der beiden Erzbistümer.

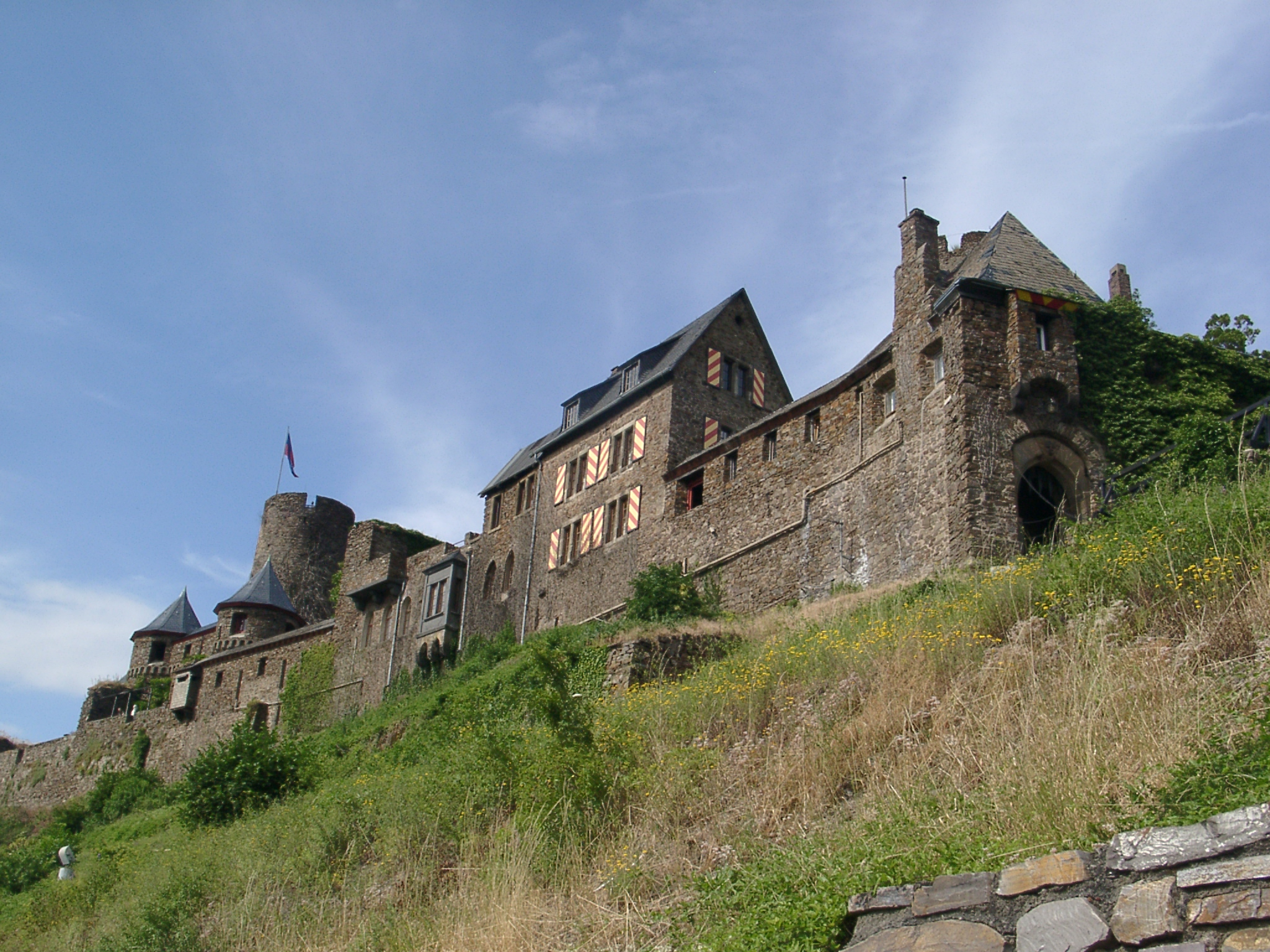
Westseite der Burg Thurant

Die Erzbischöfe teilten die Anlage in eine Trierer und eine Kölner Hälfte, die durch eine Mauer voneinander getrennt und jeweils durch einen eigenen Burggrafen verwaltet wurden. Jede Hälfte verfügte über einen separaten Eingang, eigene Wohn- und Wirtschaftsgebäude und einen Bergfried, heute Trierer Turm und Kölner Turm genannt. Im 14. und 15. Jahrhundert dienten beide Burgteile nicht nur als Afterlehen, sondern auch als Pfandobjekt. Zu den Adelsgeschlechtern, die seit Beginn des 14. Jahrhunderts über Thurant geboten, zählten unter anderem die Familien von Schöneck, von Winningen, von Eltz und von der Reck. Seit 1495 waren die Herren von Wiltberg einer der Lehnsnehmer. Sie nutzten die bereits 1542 als baufällig bezeichnete Burg als Steinbruch, um sich in Alken das Wiltberg’sche Schloss, auch Wiltburg genannt, zu errichten.
Während des Pfälzischen Erbfolgekriegs kamen 1689 weitere Zerstörungen durch französische Truppen hinzu und ließen die Anlage endgültig zu einer Ruine werden. Nur noch die beiden Bergfriede und ein Wohnhaus aus dem 16. Jahrhundert waren weitgehend unversehrt.
Geheimrat Robert Allmers erwarb die Anlage 1911 und ließ einige ihrer Teile 1915/16 wiederaufbauen. Seit 1973 ist sie gemeinschaftlicher Privatbesitz der Familien Allmers und Wulf.

## Beschreibung

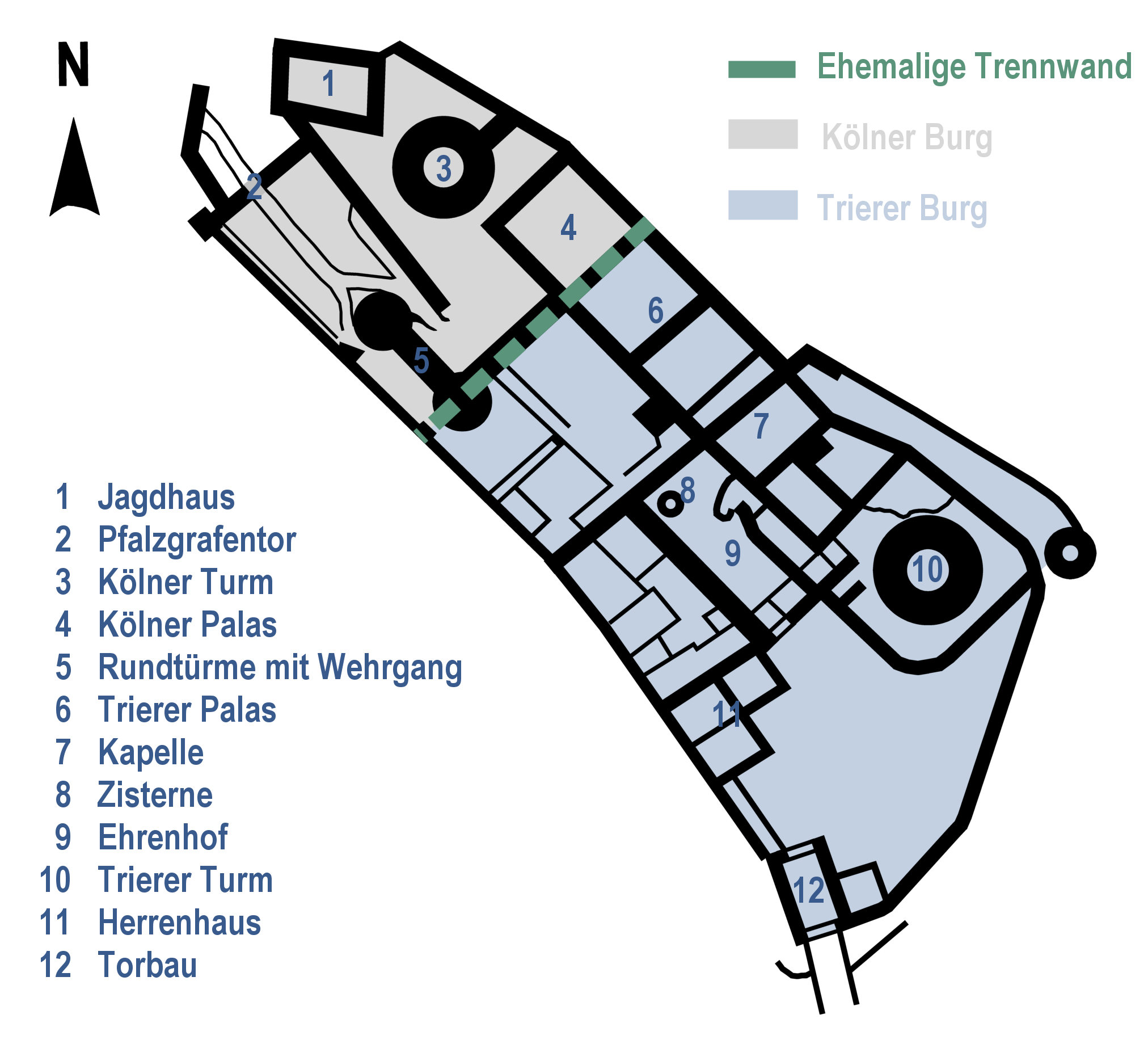
Schematischer Grundriss der Burg während des Mittelalters

Der heutige noch erhaltene Original-Baubestand datiert mehrheitlich in die Zeit nach 1248. Der Torbau entstand erst im Zuge eines teilweisen Wiederaufbaus der Burg zu Beginn des 20. Jahrhunderts, während ein Wohngebäude, das sogenannte Herrenhaus, nach seiner Zerstörung im Zweiten Weltkrieg 1960 bis 1962 wiedererrichtet wurde.
Die gesamte Anlage ist von einer Ringmauer umgeben und durch einen Halsgraben auf ihrer Südseite geschützt.

### Trierer Burg
Der Trierer Teil der Burganlage ist über einen Torbau erreichbar, zu dem eine den Halsgraben überspannende Holzbrücke führt. Ihm schließt sich ein großer Innenhof an, der von Robert Allmers im 20. Jahrhundert zu einem Steingarten umgestaltet wurde. Von dort ist der 20 Meter hohe Trierer Turm erreichbar, der nördlich davon auf einem erhöhten Plateau steht. Mit seinen an der Basis drei Meter dicken Mauern dient er heute als Wasserreservoir und kann nicht besichtigt werden.

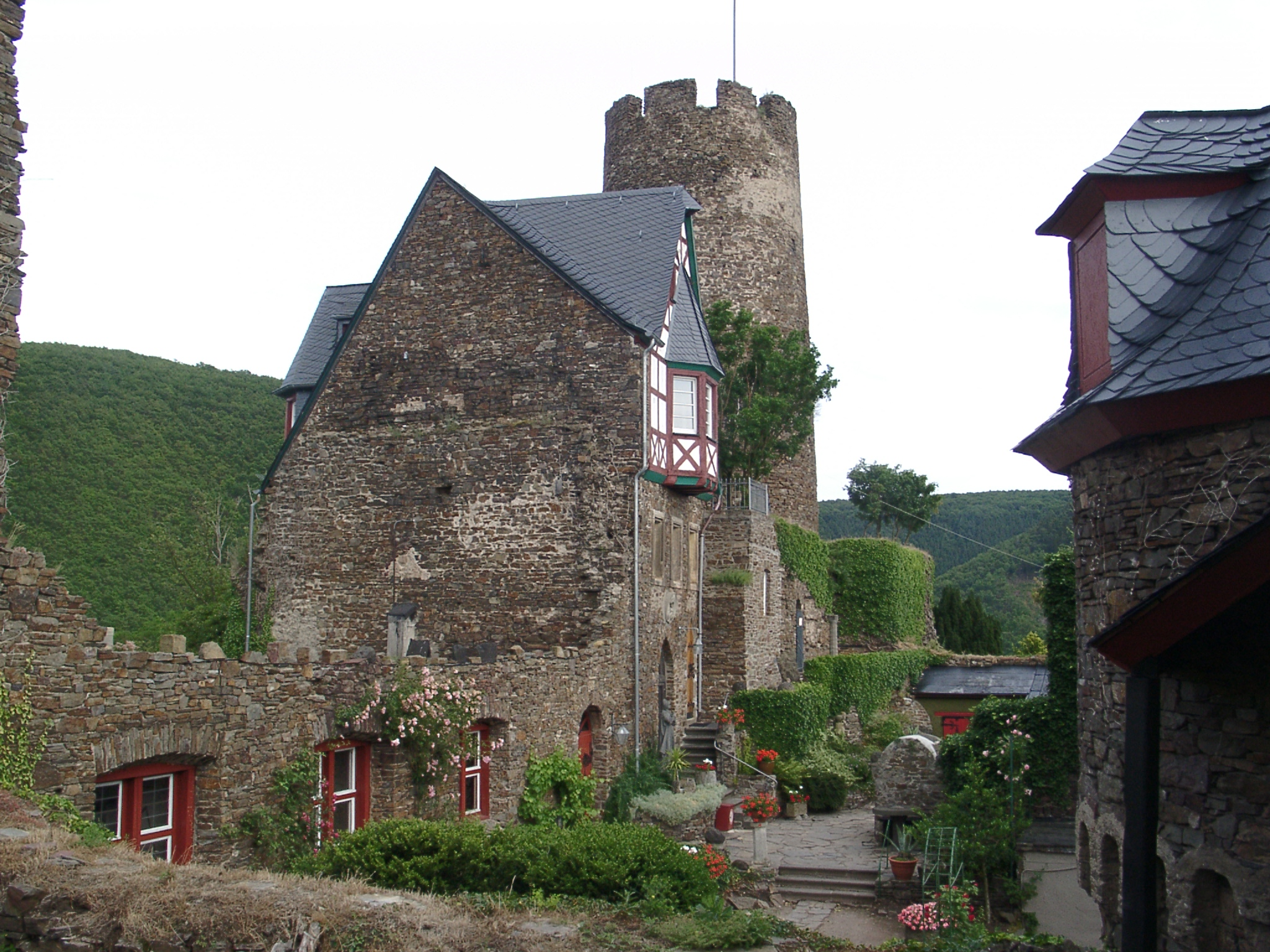
Das Gebäude mit der Burgkapelle, dahinter der Trierer Turm

An der Westseite des Innenhofs befindet sich zur Moselseite gelegen das Herrenhaus, ein noch heute genutztes Wohngebäude, das in der Zeit zwischen 1960 und 1962 auf alten Fundamenten neu errichtet worden ist, da es während des Zweiten Weltkriegs durch amerikanischen Artilleriebeschuss und einen anschließenden Brand zerstört worden war. An der nordwestlichen Ecke des Gebäudes beginnt ein moselseitig gelegener Wehrgang auf der westlichen Ringmauer, der sich bis in den Kölner Teil der Burg fortsetzt.
Ein zweites, kleineres Tor führt vom Innenhof in den nordwestlich gelegenen Ehrenhof, in dem sich die einzige erhaltene von ehemals drei vorhandenen Zisternen der Burg befindet. Ihr Schacht ist etwa 20 Meter tief. Der Ehrenhof wurde früher an seiner nordwestlichen Seite von einer dicken Mauer abgeschlossen, von der heute nur noch ein Teilstück in voller Höhe und Stärke erhalten ist.
In der nördlichen Ecke des Ehrenhofs steht ein dreistöckiges Gebäude, dessen oberstes Geschoss in Fachwerkbauweise errichtet wurde und heute zusammen mit dem ersten Stock als Ferienwohnung dient. Im Erdgeschoss befindet sich die Burgkapelle mit alten Wand- und Deckenfresken, zu deren Ausstattung ein Barockaltar von 1779 und ein Taufstein aus dem Jahr 1515 gehören. Dem Gebäude schließt sich nordöstlich das noch erhaltene Erdgeschoss des Trierer Palas an.

### Kölner Burg

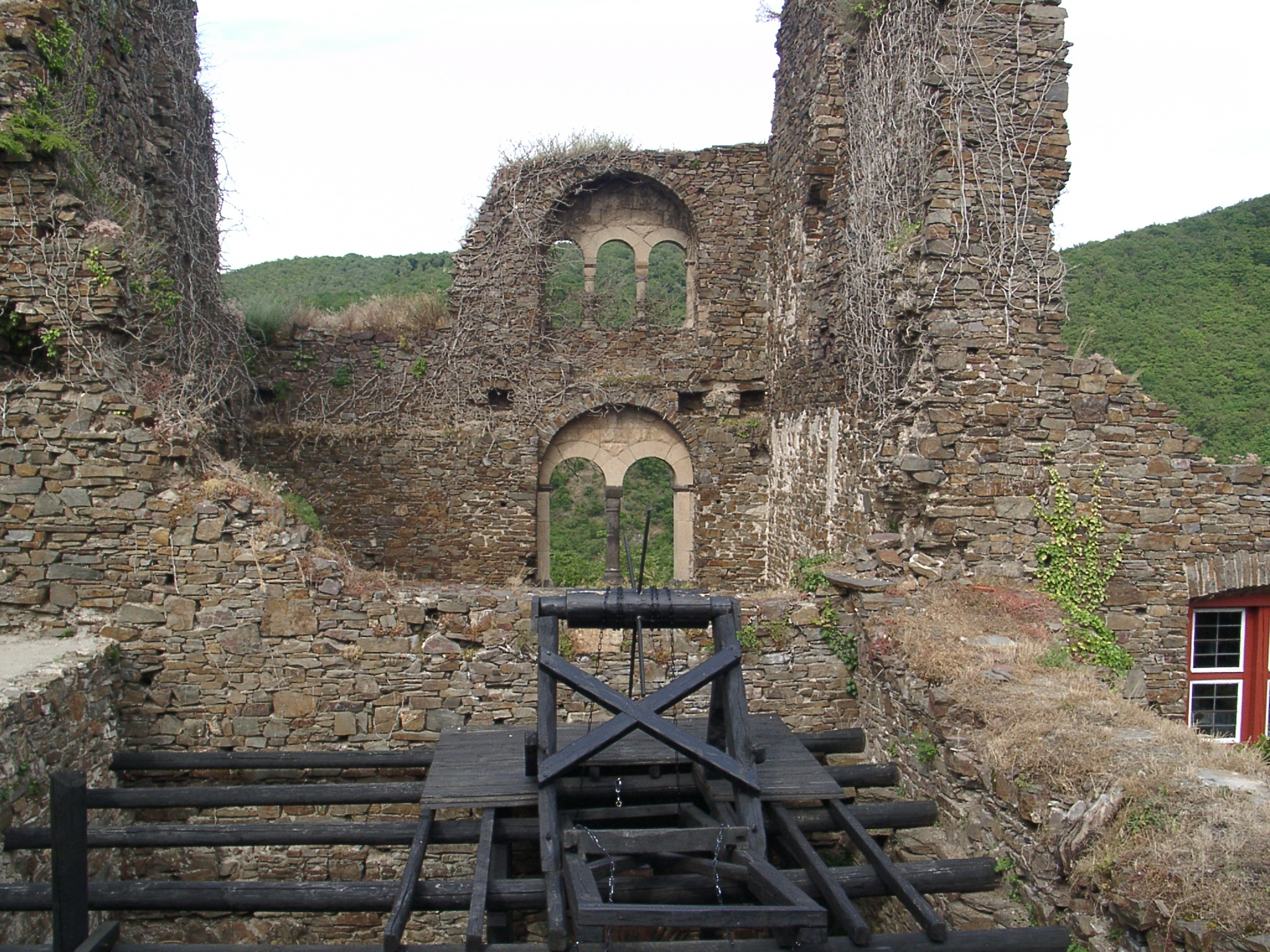
Die Ruine des Kölner Palas mit Fensteröffnungen im spätromanischen Stil

Früher war die Kölner Burghälfte nur über eine schmale Holzbrücke und das sich daran anschließende Pfalzgrafentor an der nordwestlichen Ecke der Anlage erreichbar. Dem Tor schließt sich ein Innenhof an, an dessen südöstlichem Ende zwei Rundtürme stehen, die über einen dazwischen liegenden, überdachten Wehrgang verbunden sind. Im Inneren des südlichen Turms sind Wandmalereien erhalten, welche die Wappen aller Besitzer und Lehnsherren der Burg zeigen.

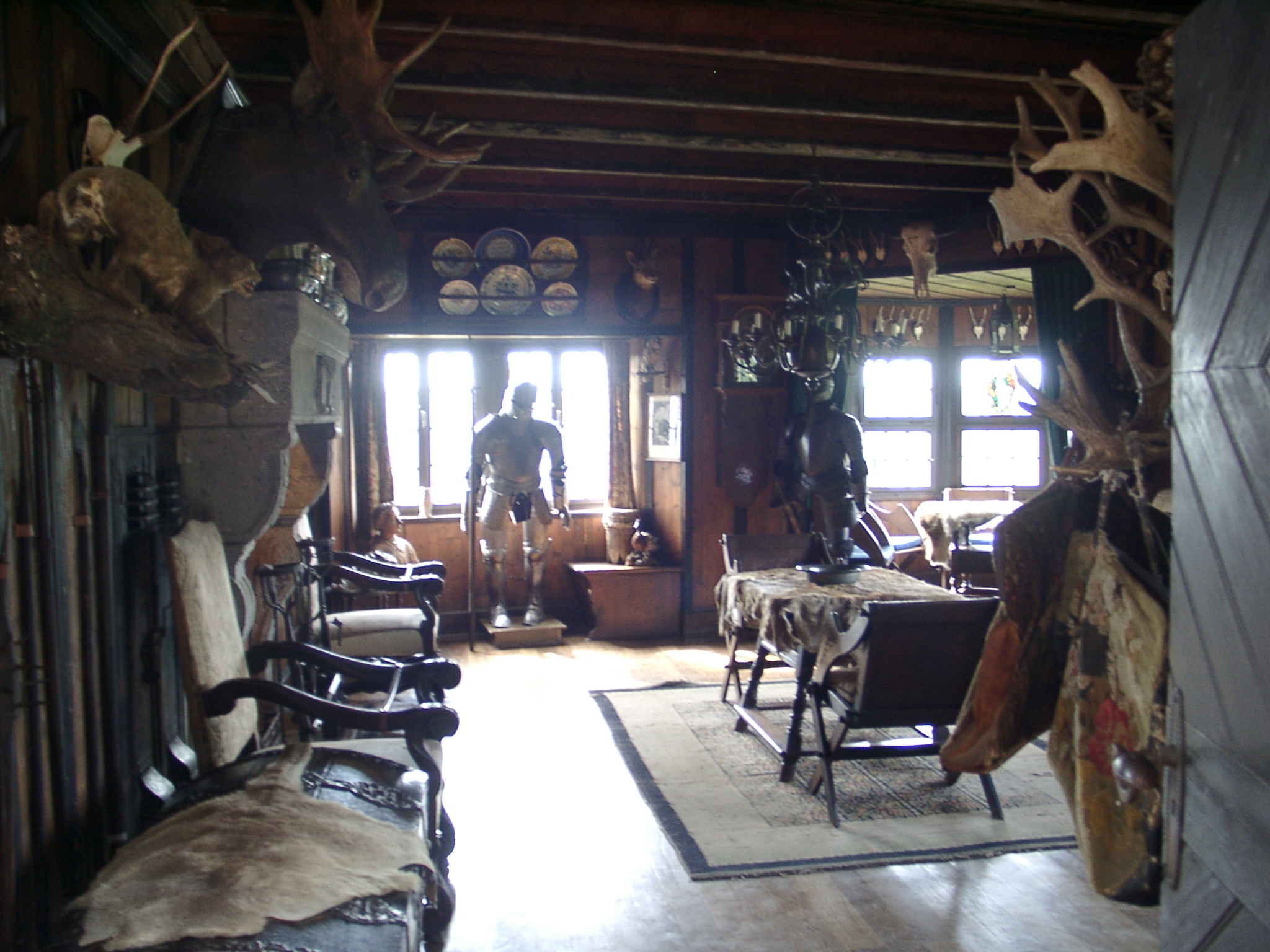
Jagdhaus mit Ausstellung

Über die einstige Grenzmauer zur Trierer Burghälfte ist der südliche Rundturm mit der Ruine des Kölner Palas aus dem 16. Jahrhundert an der Ostseite der Anlage verbunden. Ehemals den Rittersaal beherbergend wurde der Bau 1812/13 durch napoleonische Truppen zerstört, so dass heute neben dem Keller nur noch das Erdgeschoss vollständig erhalten ist. Von den höher gelegenen Geschossen ist neben den Giebelmauern mit Kamineinschnitten teilweise auch die nordöstliche Außenwand erhalten. Sie besitzt Fensteröffnungen im Stil der Spätromanik, die jedoch nicht zur ursprünglichen Bausubstanz gehören, sondern erst zu Beginn des 20. Jahrhunderts hinzugefügt wurden.
Am nördlichen Ende der Burg steht das sogenannte Jagdhaus mit zwei Tourellen, das wie das Herrenhaus auf alten Grundmauern neu errichtet worden ist. Sein Erdgeschoss wird durch einen einzigen Raum mit einer dunklen Holztäfelung und Balkendecke eingenommen, der als Ausstellungsraum für Jagdtrophäen, Rüstungen, alte Waffen und Fundstücke von Ausgrabungen dient. Durch einen überdachten Wehrgang ist der Bau mit dem Kölner Turm verbunden, dessen erstes Geschoss früher als Verlies diente. Heute sind dort Folterwerkzeuge zu sehen. Der Turm kann als Aussichtsturm bestiegen werden und bietet einen sehr guten Ausblick über das Moseltal.